# Брадунас, Казис
Ка́зис Браду́нас (лит. Kazys Bradūnas; 11 февраля 1917, деревня Киршай Вилкавишского района — 9 февраля 2009, Вильнюс) — литовский поэт, деятель культуры, редактор; лауреат Национальной премии Литвы по культуре и искусству (1992).

## Биография
Окончил гимназию в Вилкавишкисе. Изучал литовский язык и литературу сначала в Университете Витовта Великого в Каунасе (с 1937 года), затем в Вильнюсском университете. В 1944 году покинул Литву. Жил сначала в Германии, с 1949 года обосновался в США и жил в Балтиморе и Чикаго.
Некоторое время зарабатывал на жизнь физическим трудом. Со временем стал редактировать культурные приложения к литовским эмигрантским изданиям „Literatūros lankai“ («Литературос ланкай»), „Aidai“ («Айдай»), „Draugas“ («Драугас»). Стал одним из активных деятелей литовской культуры в эмиграции, составителем и редактором книг и антологий.
Редактировал книгу Витаутаса Мачерниса „Poezija“ («Поэзия», 1960), сборник критических статей «Литовская литература на чужбине, 1945—1967» (1968). Редактор литовских поэтических антологий „Žemė“ («Земля», Лос-Анджелес, 1951; второе издание 1991) и „Lietuvių poezija išeivijoje, 1945—1971“ (1971). Один из составителей и редакторов книги „Lietuvių egzodo literatūra, 1940—1990“ («Литература литовского изгнания 1940—1990», 1992).
С 1994 года член Союза писателей Литвы. В 1995 году вместе с женой Казимерой Брадунене вернулся в Литву и жил в Вильнюсе.
Умер в Вильнюсе и похоронен на Антакальнисском кладбище.

## Творчество
Стихи начал писать ещё в гимназии. Учась в университете, печатал стихи в журналах «Жидинис» „Židinys“ и «Науёйи Ромува» „Naujoji Romuva“. Первая книга „Vilniaus varpai“ («Вильнюсские колокола») вышла в 1943 году.

## Награды и звания
- Национальная премия Литвы по культуре и искусству (1992)
- Офицерский крест ордена Великого князя Литовского Гядиминаса (1994)
- Лауреат «Весны поэзии» (2002)

## Книги
- Vilniaus varpai. 1943
- Pėdos arimuos: eilėraščiai. Kaunas: Sakalas, 1944
- Svetimoji duona: eilėraščiai. Miunchenas: Aidai, 1945
- Vilniaus varpai: sonetai. Tübingen: Patria, 1947
- Maras: poema. Miunchenas, 1947
- Apeigos: eilėraščiai. Miunchenas: Sodyba, 1948
- Devynios baladės. Chicago: Lietuviškos knygos klubas, 1955
- Morenų ugnys: eilėraščiai. Toronto (Ont.): Literatūros lankai, 1958
- Sidabrinės kamanos. Chicago (Ill.): Lietuviškos knygos klubas, 1964
- Sonatos ir fugos: susitikimai su Čiurlioniu. Čikaga: M. Morkūnas, 1967
- Donelaičio kapas: eilėraščiai. Čikaga: M. Morkūnas, 1970
- Pokalbiai su karalium: anno domini 1323—1973. Čikaga: M. Morkūnas, 1973
- Alkana kelionė: eilėraščiai. Čikaga i.e. Southfield (Mich.): Ateitis, 1976
- Užeigoje prie Vilniaus vieškelio: poezija. Southfield (Mich.): Ateitis, 1981
- Prierašai: eilėraščiai. Chicago (Ill.): Lietuviškos knygos klubas, 1983
- Dux Magnus: Dariaus Lapinsko trijų veiksmų opera / libretas. Chicago (Ill.): Lietuviškos knygos klubas, 1984
- Krikšto vanduo Joninių naktį: eilėraščiai. — Chicago (Ill.): Lietuviškos knygos klubas, 1987
- Įaugom Nemuno upyne: rinktinė. Vilnius: Vyturys, 1990
- Prie vieno stalo: poezijos rinktinė. Vilnius: Vaga, 1990
- Duona ir druska: poezija. Vilnius: Vaga, 1992
- Lietuviškoji trilogija. Vilnius: Vyturys, 1994
- Iš grumsto ir iš dvasios. Kaunas: Šviesa, 1994
- Apie žemę ir dangų: eilėraščiai. Vilnius: Lietuvos rašytojų sąjungos leidykla, 1997
- Sutelktinė: eilėraščiai. Vilnius: Aidai, 2001
- Paberti grūdai: eilėraščių šimtinė. Vilnius: Lietuvos rašytojų sąjungos leidykla, 2006